# Karomama II
Karomama Meritmut (també coneguda com a Karomama II, Karomama D o Meritmut II) va ser una reina egípcia de la XXIII Dinastia. Va ser la Gran Esposa Reial del faraó Takelot II.
|                   |     |    |            |       |
| \| \| \| \| \| \| |     |    |            |       |
|                   |     |    |            |       |
| t                 | mwt | mr | kA · M · a | M · a |

| t | mwt | mr | kA · M · a | M · a |

|                   |     |    |            |       |
| \| \| \| \| \| \| |     |    |            |       |
|                   |     |    |            |       |
| t                 | mwt | mr | kA · M · a | M · a |

| t | mwt | mr | kA · M · a | M · a |

|                   |     |    |            |       |
| \| \| \| \| \| \| |     |    |            |       |
|                   |     |    |            |       |
| t                 | mwt | mr | kA · M · a | M · a |

| t | mwt | mr | kA · M · a | M · a |

|                   |     |    |            |       |
| \| \| \| \| \| \| |     |    |            |       |
|                   |     |    |            |       |
| t                 | mwt | mr | kA · M · a | M · a |

| t | mwt | mr | kA · M · a | M · a |

Karomama portava diversos títols com ara Esposa del Rei, Filla del Rei o Senyora de l'Alt i Baix Egipte. Era filla del Summe Sacerdot d'Amon Nimlot C i de Tentsepeh C. Els seus avis paterns eren el faraó Osorkon II i la reina Djedmutesankh.
Karomama es va casar amb el faraó Takelot II i va ser mare del faraó Osorkon III. Karomama II també va ser l'àvia dels dos faraons Takelot III i Rudamon i de l'Esposa del Déu Amon Xepenupet I Karomama és coneguda per la Crònica d'Osorkon B de Karnak i els Textos del nivell del Nil que daten del regnat del seu fill Osorkon III.
És possible que sigui la mateixa persona que la reina anomenada Kama, la tomba intacta de la qual es va trobar a Leontòpolis (ara Tell Mokdam). El nom de la reina, que havia estat enterrada dins d'un sarcòfag en una tomba petita i ornamentada, només es conservava en un escarabat de cor.